# Distrito de Commewijne
Commewijne (pronunciado /comeveine/) es uno de los diez distritos en los que se encuentra dividida la república de Surinam. Delimita al norte con el océano Atlántico, al este con Marowijne, al sur con Para y al oeste con Paramaribo y Wanica separado de estos por el río Surinam.
El distrito tiene una población de 24.649 habitantes aproximadamente. La capital es Nieuw Amsterdam, siendo otras ciudades de importancia Alliance, Voorburg, Mariënburg o Slootwijk.

## Geografía
A Commewijne lo baña el océano Atlántico por el norte. Al oriente limita con Marowijne, por el sur y el suroccidente con Para, por el occidente con Wanica, y en el noroccidente con Paramaribo.
Tiene una superficie de 2.353 km², que en términos de extensión corresponde al área de Luxemburgo. Ocupa el 1,44% del total nacional surinamés.

## Economía
La agricultura sigue siendo el principal motor de la economía local, plantándose vegetales y frutas para consumo propio. Los cítricos de la región son muy apreciados en todo el país.
Aparte de estos cultivos, la pesca desempeña un papel muy importante en la economía local. Desde hace varios años, se ha comenzado a fomentar la exportación de ciertos productos, como el camarón.

## Atracciones turísticas
El distrito tiene una gran importancia histórica reflejada en el museo al aire libre de Nieuw Amsterdam, donde se hace un paso por la historia colonial del país, desde las primeras fortificaciones, las primeras plantaciones o la fábrica de azúcar.
Igualmente, Braamspunt (el punto más al norte del distrito, en la desembocadura del río Suriname) es conocida por tratarse de una isla casi virgen, donde las playas se encuentran intactas.

## Galería

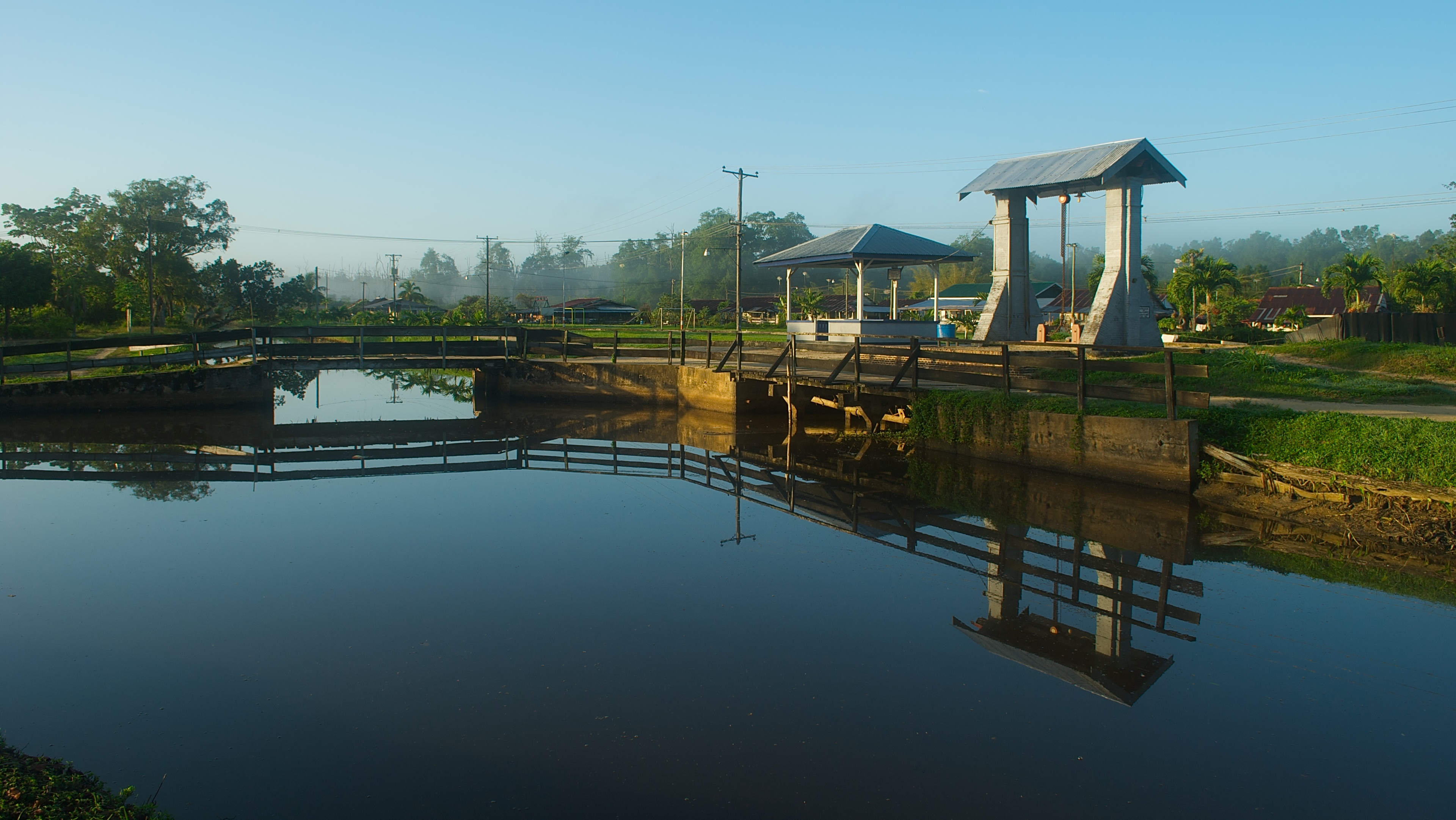
Alianza de Plantaciónes

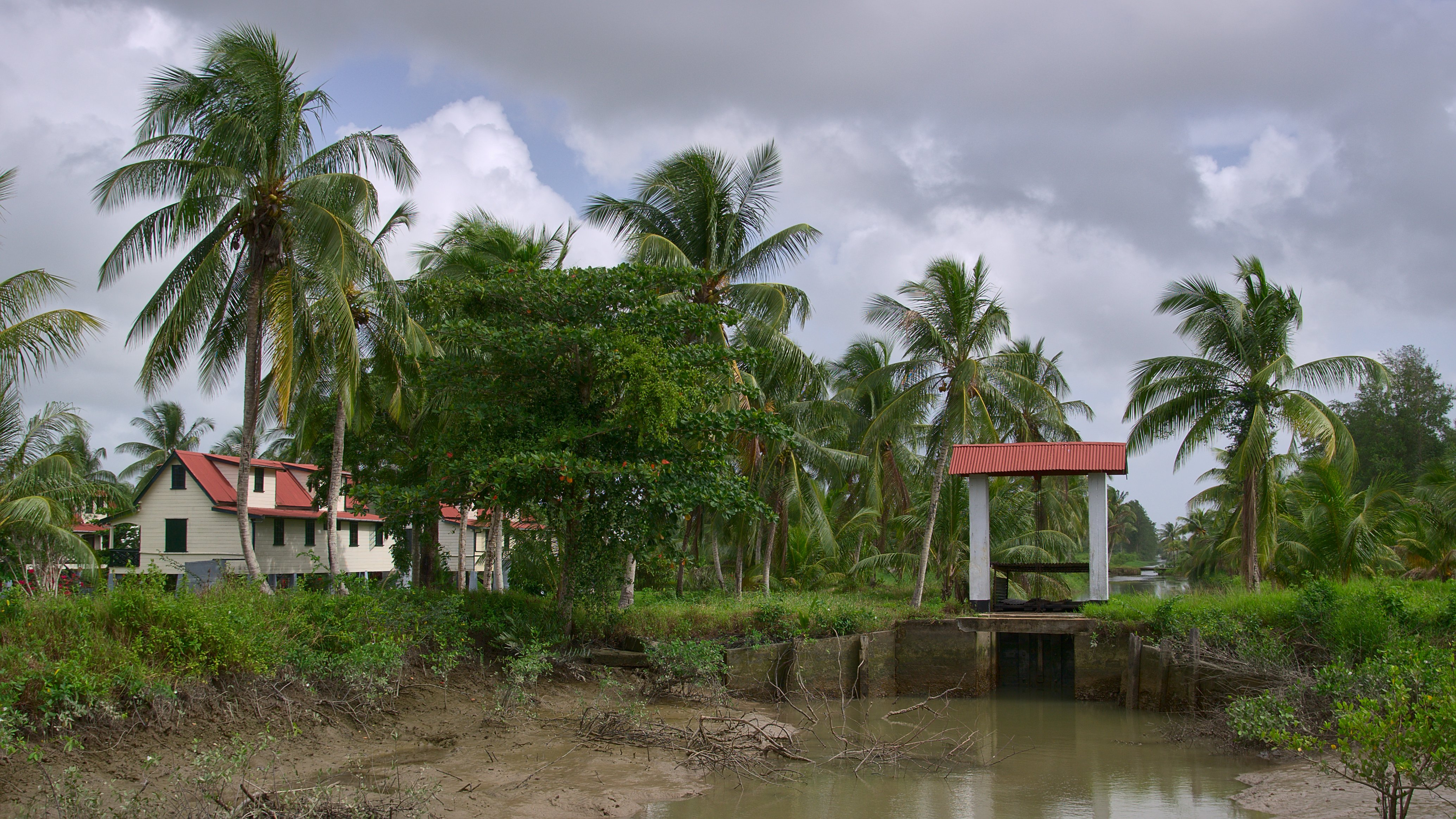
Tierra de Cultivos

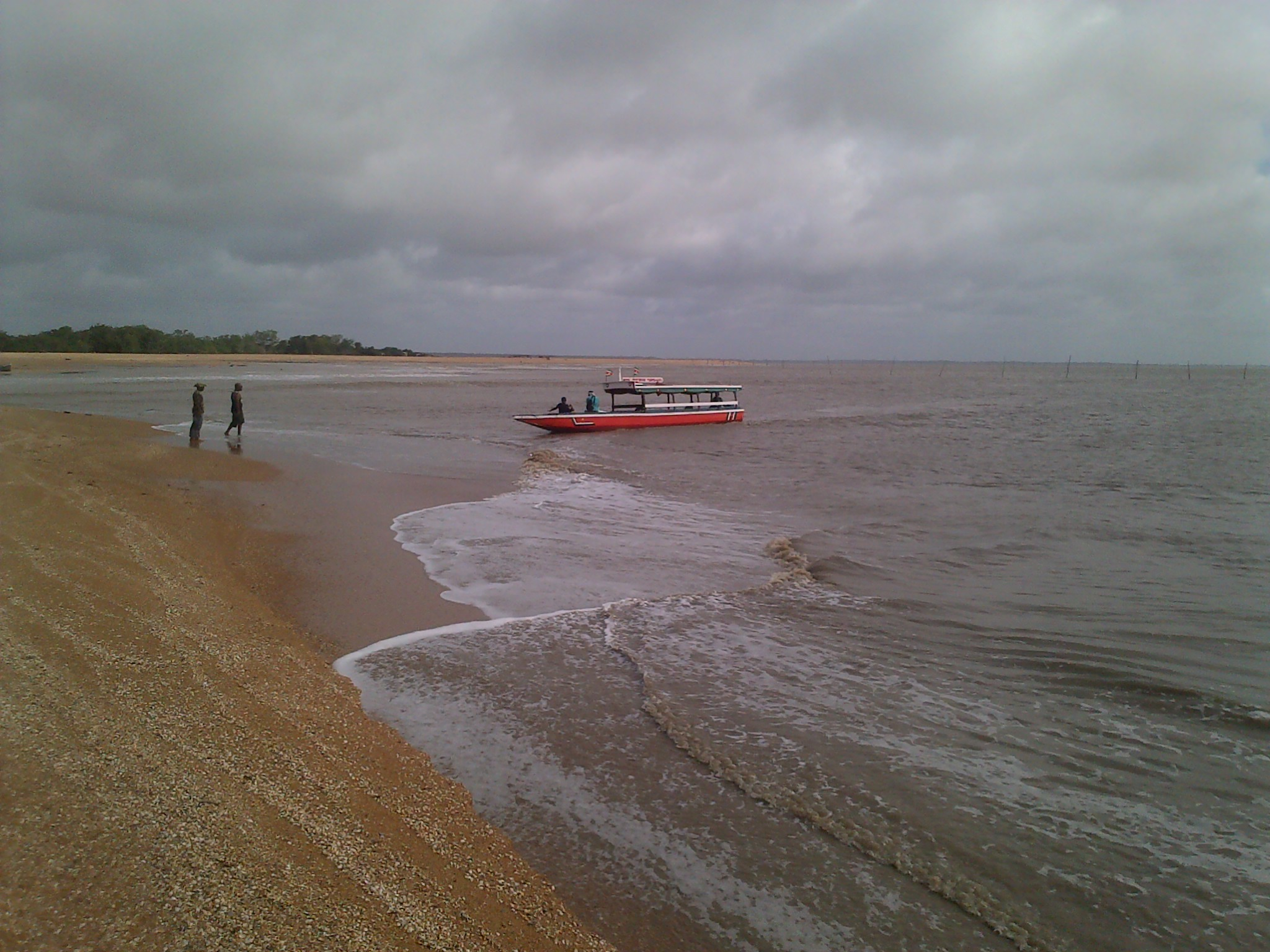
Braamspunt en el Océano

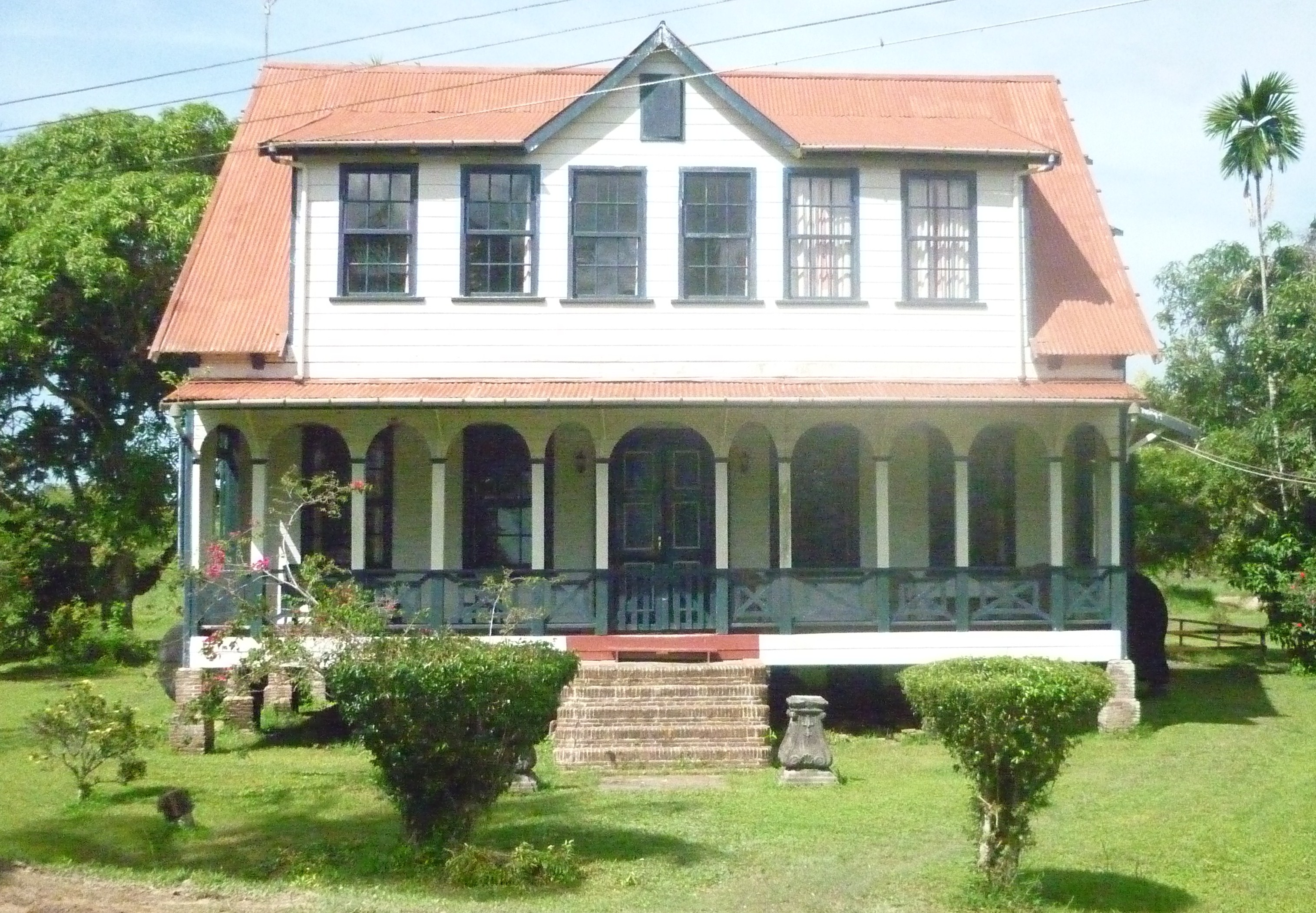
Plantagehuis restaurada en Frederiksdorp

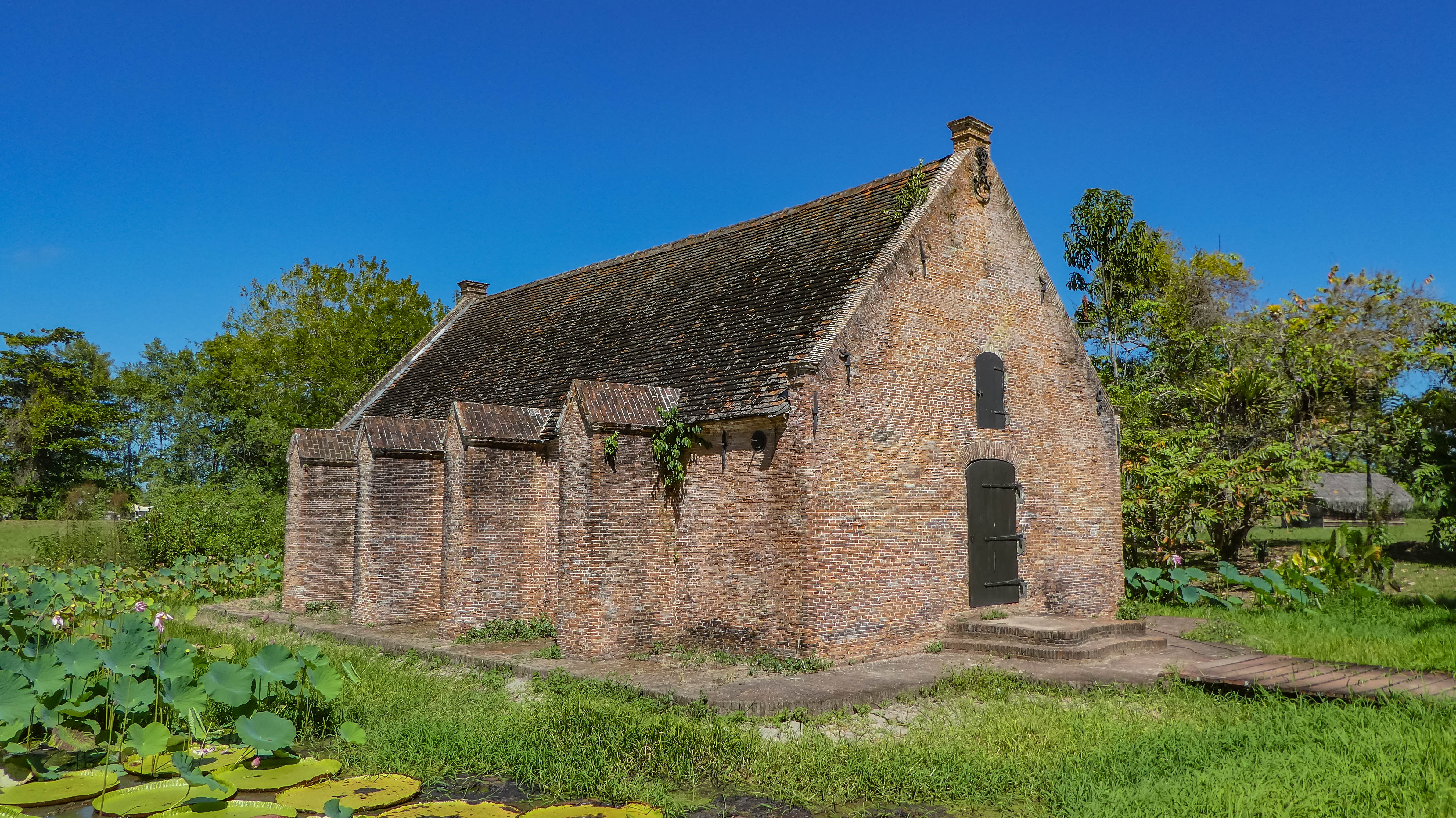
El polvorín de Fort Nieuw-Amsterdam diseñado como una iglesia.

## División administrativa

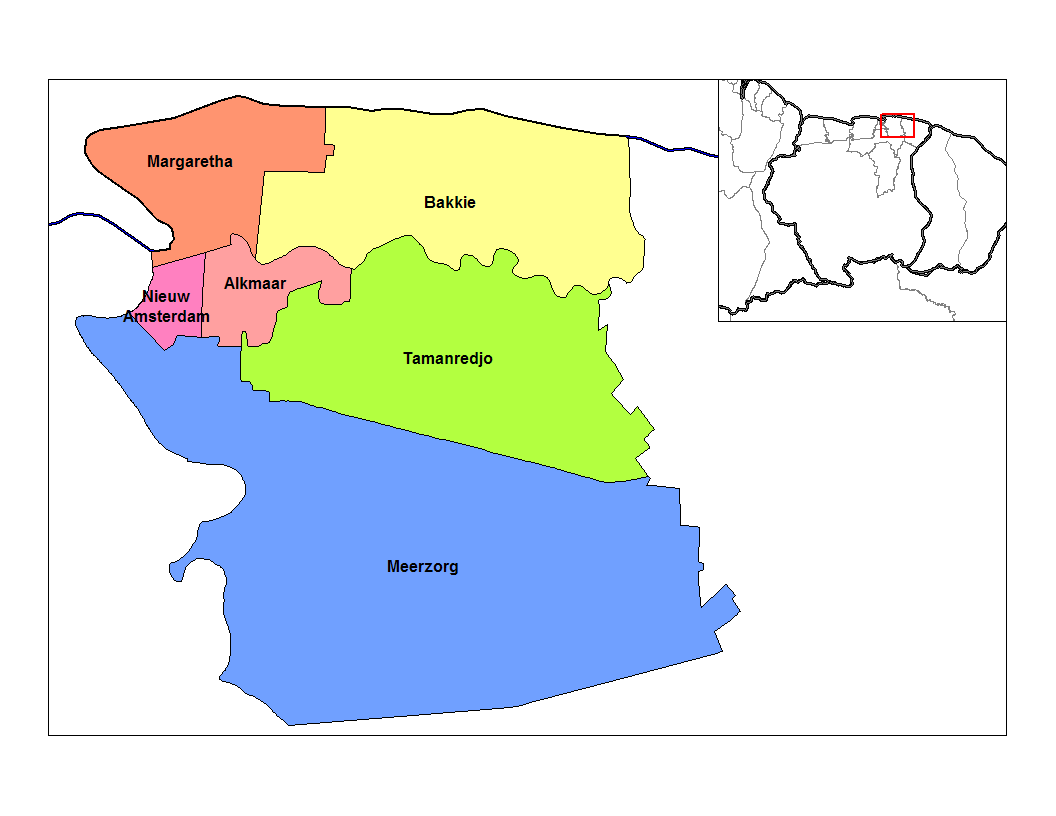
ressorts de Commewijne

Commewijne está subdividido en seis ressorts:
1. Alkmaar
2. Bakkie
3. Margaretha
4. Meerzorg
5. Nieuw Amsterdam
6. Tamanredjo

Otras plantaciones importantes de Commewijne son: Sorgvliet, Voorburg, Potribo, Johanna Margeretha, Katwijk, Dordrecht, Rust en werk, Peperpot y Laarwijk.